# Евдокимова (Иркутская область)
Евдоки́мова — деревня в Тулунском районе Иркутской области, входит в состав Евдокимовского муниципального образования.

## География
Деревня находится на расстоянии 32 км (по прямой) к югу от города Тулун, административного центра района.

## Население
| 2002 | 2010 | 2011 | 2012 |
| ---- | ---- | ---- | ---- |
| 200  | ↘187 | ↘186 | ↘179 |

## Улицы
| - ул. Береговая, - ул. Весёлая, - ул. Клубная, - ул. Куйбышевская, | - ул. Лесная, - ул. Озёрная, - ул. Центральная. |